# رينيه كيبرز
رينيه كيبرز (بالهولندية: René Kuipers)‏ مواليد 9 فبراير 1960، هو سائق راليات هولندي. بدأ مسيرته في سنة 2000. كان أول رالي له هو رالي بريطانيا 2000.